# Коженцин
Коженцин (пол. Korzęcin, нім. Körtenthin; until 1937: Cörtenthin) — село в Польщі, у гміні Волін Каменського повіту Західнопоморського воєводства.
Населення — 67 осіб (2011).
У 1975-1998 роках село належало до Щецинського воєводства.

## Демографія
Демографічна структура станом на 31 березня 2011 року:
|          | Загалом | Допрацездатний вік | Працездатний вік | Постпрацездатний вік |
| -------- | ------- | ------------------ | ---------------- | -------------------- |
| Чоловіки | 38      | 14                 | 22               | 2                    |
| Жінки    | 29      | 7                  | 17               | 5                    |
| Разом    | 67      | 21                 | 39               | 7                    |